# Coupe de la Fédération masculine de basket-ball 2023
Navigation
Coupe de la Fédération masculine de basket-ball 2020 Coupe de la Fédération masculine de basket-ball 2024
La coupe de la Fédération 2023-2024 est la 4e édition de la nouvelle version de la coupe de la Fédération masculine de basket-ball. Ce tournoi oppose dix équipes du championnat de Ligue I. La compétition se déroule entre le 16 septembre 2023 et le 9 mars 2024.

## Demi-finales et finale
|  | Demi-finales                            | Demi-finales | Demi-finales | Demi-finales | Demi-finales |   |          | Finale                    | Finale | Finale | Finale | Finale |
|  |                                         |              |              |              |              |   |          |                           |        |        |        |        |
|  | 16 janvier, 20 janvier 2024             |              |              |              |              |   |          |                           |        |        |        |        |
|  | ES Sahel                                | 2            | 68           | 82           | -            |   |          |                           |        |        |        |        |
|  | Club africain                           | 0            | 66           | 74           | -            |   |          |                           |        |        |        |        |
|  |                                         |              |              |              |              |   |          | 9 mars 2024 à La Goulette |        |        |        |        |
|  |                                         |              |              |              |              |   | ES Sahel | 1                         | 70     | -      | -      |        |
|  |                                         | JS Kairouan  | 0            | 64           | -            | - |          |                           |        |        |        |        |
|  |                                         |              |              |              |              |   |          |                           |        |        |        |        |
|  |                                         |              |              |              |              |   |          | Match pour la 3e place    |        |        |        |        |
|  | 13 janvier, 20 janvier, 27 janvier 2024 |              |              |              |              |   |          |                           |        |        |        |        |
|  | JS Kairouan                             | 2            | 72           | 55           | 70           |   |          |                           |        |        |        |        |
|  | JS Menzah                               | 1            | 52           | 73           | 58           |   |          |                           |        |        |        |        |

|  | Suivi de la série. |

|  | Score de l'équipe recevante. |

|  | Score de l'équipe en déplacement. |

## Statistiques de la finale
| Étoile sportive du Sahel | Étoile sportive du Sahel | Jeunesse sportive kairouanaise | Jeunesse sportive kairouanaise |
| ------------------------ | ------------------------ | ------------------------------ | ------------------------------ |
| Joueurs                  | Points marqués           | Joueurs                        | Points marqués                 |
| Oussama Chabbouh         | 26,0                     | Marouan Laghnej                | 12,0                           |
| Hamdi Braa               | 11,0                     | Oubeid Kochat                  | 11,0                           |
| Belhassen Chihi          | 10,0                     | Ahmed Dhif                     | 10,0                           |
| Wissam Kissi             | 10,0                     | Mohamed Mnafedh                | 10,0                           |
| Haroun Mansour           | 8,0                      | Youssef Dhif                   | 8,0                            |
| Major Majok              | 5,0                      | Nidhal Golssom                 | 6,0                            |
|                          |                          | Skander Berrached              | 5,0                            |
|                          |                          | Amenallah Hammi                | 2,0                            |
| Total                    | 70                       | Total                          | 64                             |

## Champion
- Étoile sportive du Sahel[1]
  - Président : Othman Jenayah
  - Entraîneur : Samir Bouden
  - Joueurs : Hamdi Braa, Mohamed Adam Rassil, Belhassen Chihi, Oussama Chabbouh, Wissam Kissi, Haroun Mansour, Ahmed Ben Saïd, Aymen Jammali, Rayquan Elliott, Major Majok, Mohamed Nour, Zied Mahrez